# Anatoli Sass
Anatoli Sass (en ruso: Анатолий Сасс; Moscú, 22 de diciembre de 1935-31 de agosto de 2023) fue un deportista ruso que compitió en remo.

## Carrera deportiva
Participó en dos Juegos Olímpicos de Verano en los años 1964 y 1968, obteniendo una medalla de oro en México 1968 en la prueba de doble scull. Ganó una medalla de plata en el Campeonato Europeo de Remo de 1965.

## Palmarés internacional
| Juegos Olímpicos   | Juegos Olímpicos          | Juegos Olímpicos | Juegos Olímpicos |
| Año                | Lugar                     | Medalla          | Prueba           |
| ------------------ | ------------------------- | ---------------- | ---------------- |
| 1968               | Ciudad de México (México) | Medalla de oro   | Doble scull      |
| Campeonato Europeo |                           |                  |                  |
| Año                | Lugar                     | Medalla          | Prueba           |
| 1965               | Duisburgo (RFA)           | Medalla de plata | Scull individual |